# Guillermo Corona Muñoz
Guillermo Corona Muñoz (* 16. April 1927 in Guadalajara (Mexiko)) ist ein ehemaliger mexikanischer Botschafter.

## Leben
Guillermo Corona Muñoz trat am 16. August 1949 in den auswärtigen Dienst. Er war an den Botschaften in der Dominikanischen Republik, Ankara und der UNESCO akkreditiert. Er war 1972 Geschäftsträger in Peking. Von November 1976 bis März 1978 vertrat er sein Land als Botschafter in der DDR. Am 29. November 1976 wurde er vom Vorsitzenden des Staatsrates der DDR, Erich Honecker, zur Entgegennahme des Beglaubigungsschreibens empfangen. Anlässlich der Beendigung seiner Tätigkeit in der DDR stattete er am 28. März 1978 dem Stellvertreter des Vorsitzenden des Staatsrates der DDR, Horst Sindermann, und dem Vorsitzenden des Ministerrates der DDR, Willi Stoph, Abschiedsbesuche ab.
Vom 14. März 1981 bis 16. Juni 1982 hatte Guillermo Corona Muñoz seine Residenz in Beirut und war gleichzeitig bei der Regierung von Zypern akkreditiert.
| Vorgänger                             | Amt                                                                            | Nachfolger                     |
| ------------------------------------- | ------------------------------------------------------------------------------ | ------------------------------ |
| Francisco Octavio Navarro Carranza    | Mexikanischer Botschafter in Port-au-Prince 9. Dezember 1967 bis 16. Juni 1968 | Humberto Martínez Romero       |
| Rodolfo Navarrete Tejero              | Mexikanischer Botschafter in der DDR 1976 bis 1978                             | Ricardo Guerra Tejada          |
| Roberto Molina Pasquel                | Mexikanischer Botschafter in Manila 24. Juli 1978 bis 25. Januar 1980          | Mario Mirón Velázquez          |
| Víctor Manuel Rodríguez García        | Mexikanischer Botschafter in Beirut 14. März 1981 bis 16. Juni 1982            | Edgardo Flores Rivas           |
| Juan Manuel Ramírez Gómez             | Mexikanischer Botschafter in Djakarta 4. November 1982 bis 18. November 1989   | Jorge Chaparro Mandujano       |
| José Joaquín Bernal y García Pimentel | Mexikanischer Botschafter in Kuala Lumpur 4. Oktober 1985 bis                  | Jesús Francisco Domené Vázquez |
| José Joaquín Bernal y García Pimentel | Mexikanischer Botschafter in Singapur 24. Oktober 1985 bis 1985                | Manuel Uribe Castañeda         |
| Rogelio Martínez Aguilar              | Mexikanischer Botschafter in Tel Aviv 30. April 1991 bis 28. April 1992        | Sergio Sierra Bernal           |